# أحمد عبد الشافي باسي
أحمد عبد الشافي يعقوب باسي هو زعيم أحد فصائل الدارفورية جماعة متمردة في حركة تحرير السودان حيث أطاح عبد الواحد محمد النور في 25 يوليو 2006.

## روابط خارجية
- حركة تحرير السودان- باسي تجدد الالتزام باتفاقات وقف إطلاق النار في دارفور ، سودان تريبيون، 4 أكتوبر 2006